# Río Igurey
Igurey o Ygurey, escrito en mapas antiguos Ygureý (en portugués Igureí) es un río de América del Sur cuya localización ha sido motivo de disputa entre las coronas de España y Portugal y luego entre Paraguay y Brasil.
Para los hispano-paraguayos el Igurey era el río de Mato Grosso del Sur que los luso-brasileños denominan Ivinhema, cuya desembocadura en el río Paraná se halla a 22°59′47″S 53°38′45″O / -22.99639, -53.64583. Para estos últimos se trataba del mucho menos prolongado y mucho menos caudaloso río que los hispano-paraguayos denominan Carapá o Karapá, ubicado inmediatamente al sur de los saltos del Guairá y cuya desembocadura en el río Paraná se halla a 24°26′28″S 54°18′29″O / -24.44111, -54.30806. Luego de la guerra de la Triple Alianza se impuso la opinión luso-brasileña, de tal forma que actualmente es frecuente en la cartografía paraguaya denominar Igurey al Carapá.

## Tratado de Madrid
Como la línea limítrofe acordada en el Tratado de Tordesillas nunca pudo ser materializada en el terreno, ambos países tomaron opiniones distintas sobre la situación de la misma. Los españoles consideraban que había sido traspasada ampliamente por los portugueses, quienes habían fundado establecimientos en el Mato Grosso. Ambas coronas decidieron declarar la caducidad de la línea anulándola y firmaron el Tratado de Madrid en 1750 buscando un nuevo límite que debía trazarse de acuerdo a las áreas de ocupación efectiva de cada uno. 
Se convino en dejar bajo la jurisdicción portuguesa el recorrido que los bandeirantes de São Paulo realizaban desde esa ciudad a Cuiabá en el Mato Grosso. Este recorrido seguía el río Tieté hasta el río Paraná, luego por éste hasta el río Pardo. Continuaban por este río hasta sus nacientes en la sierra de Maracayú, tras sortear las montañas, bajaban por el río Tacuarí hasta alcanzar el río Paraguay, río que finalmente remontaban hasta alcanzar Cuiabá en el río de su nombre.
De acuerdo a la opinión española, se convino en tomar como límite el río caudaloso más inmediato al río Pardo, río que en el mapa de las misiones que el cartógrafo francés Jean Baptiste Bourguignon d'Anville confeccionó en 1733 figuraba como Igayrí. Transcripto luego por José María Cabrer como Igueyrí y por John Arrowsmith como Iguegrí y en el mapa realizado en 1860 —ya en vísperas de la guerra de la Triple Alianza— y señalando al río reclamado por Paraguay como límite noreste del estado paraguayo por Augustus Mitchell con el nombre de Yaguari. Este río fue escrito en el Tratado de Madrid como Igurey. Pasadas las cordilleras de Maracajú y Amambay el límite debía seguir por un afluente desconocido del río Paraguay, más próximo a las fuentes del Igurey, el cual los portugueses pretendían fuese el Corrientes o río Apa, pero que se ignoraba si lo era.
Artículo V:

(...) hasta la cabecera principal del río más vecino, que desemboca en el grande de Curitibá, que por otro nombre llaman Iguazú; por las aguas de dicho río, más vecino del origen del Pepirí, y después, por las del Iguazú, o Río Grande de Curitibá, continuará la raya hasta donde el mismo Iguazú desemboca en el Paraná por su ribera oriental y desde esta boca seguirá, aguas arriba del Paraná, hasta donde se le junta el río Igurey, y por su ribera occidental.

Artículo VI:

Desde la boca del Igurey continuará, aguas arriba, hasta encontrar su origen principal, y desde él buscará en línea recta, por lo más alto del terreno, la cabecera principal del río más vecino que desagua en el Paraguay por su ribera oriental, que tal vez será el que llaman Corrientes; y bajará, con las aguas de este río, hasta su entrada en el Paraguay; desde cuya boca subirá, por el canal principal que deja el Paraguay en tiempo seco, y por sus aguas, hasta encontrar los pantanos que forma este río, llamados la Laguna de los Xarayes, y atravesando esta laguna, hasta la boca del río Jaurú.

Luego de la guerra Guaranítica el Tratado de Madrid fue anulado por el Tratado de El Pardo (1761), restableciendose la vigencia del Tratado de Tordesillas.

## Tratado de San Ildefonso
Para poner fin a la guerra entre ambas coronas se firmó en 1777 el Tratado de San Ildefonso, mediante el cual se retomó el límite en el Igurey:
Artículo VIII:

(...) continuará a encontrar las corrientes del Río San Antonio, que desemboca en el Grande de Curitibà, que por otro nombre llaman Iguazú; siguiendo este, aguas abajo, hasta su entrada en el Paraná por su ribera oriental, y continuando entonces, aguas arriba del mismo Paraná, hasta donde se le junta el río Igurey por su ribera occidental.

Artículo IX:

Desde la boca o entrada del Igurey seguirá la raya, aguas arriba de este, hasta su origen principal; y desde él se tirará una línea recta por lo más alto del terreno, con arreglo a lo pactado en el citado artículo VI, hasta hallar la cabecera o vertiente principal del río más vecino a dicha línea, que desagüe en el Paraguay por su ribera oriental, que tal vez será el que llaman Corrientes. Y entonces bajará la raya por las aguas de este río hasta su entrada en el mismo Paraguay, desde cuya boca subirá por el canal principal que deja este río en tiempo seco, y seguirá por sus aguas hasta encontrar los pantanos que forma el río, llamados la Laguna de los Xarayes, y atravesará esta laguna hasta la boca del Jaurú.

### Demarcación del tratado
Cuando el virrey del Río de la Plata, Juan José de Vértiz y Salcedo tomó conocimiento del tratado de límites, consultó al brigadier portugués al servicio de España ingeniero José Custodio de Sáa y Faría, conocedor de la región a demarcar por su participación en el intento de demarcación del Tratado de Madrid. Sáa y Faría le informó que no existían ríos con los nombres de Igurey y Corrientes y propuso que en su sustitución se tomase como límites a los ríos Iguatemí (o Igatimí, inmediatamente al norte del salto del Guairá y cuya desembocadura en el río Paraná se halla a 23°55′29″S 54°09′20″O / -23.92472, -54.15556.), e Ypané. En vista de ello, el virrey lo propuso a Madrid y ambas coronas aceptaron la propuesta. El rey de España dictó en consecuencia la real instrucción del 6 de junio de 1778:

Juntas en la boca del Igatimí, las dos mitades de la subdivisión española y portuguesa, han de empezar en este su demarcación, tomándolo por límite, pues no hay río alguno que se conozca en el país con el nombre de Igurey; y el Igatimí es el primero caudaloso que entra en el Paraná por su banda occidental, pasado su Salto grande; y subiendo a su origen se ven no distantes de él las vertientes de otro río, que corriendo al poniente desemboca en el río Paraguay, conocido por el nombre de Ipané, el cual deberá tomarse por límite, por no hallarse por esta parte río alguno que tenga el nombre de Corrientes.

El límite en el Ypané dejaba en jurisdicción portuguesa a la villa de Concepción y extensos yerbales, por lo que, enterada la corona de ello dictó la real orden del 7 de abril de 1782, explicando que la línea del Ypané se mantendría, dejando a salvo a Concepción y los establecimientos españoles al norte del río. 
Opuestas las autoridades portuguesas del Brasil a fijar la línea Iguatemí-Ypané, adujeron que la real instrucción del 6 de junio de 1778 era condicional, en el supuesto de no hallarse los ríos Igurey y Corrientes.

### Félix de Azara
El comisario demarcador español de la 4ª comisión de límites, Félix de Azara, llegó al Paraguay en 1783 con la misión de demarcar con su contraparte portuguesa el límite entre los ríos Paraná y Paraguay hasta el Jaurú en el Gran Chaco. Azara estuvo de acuerdo con los portugueses en considerar que la real instrucción era condicional y se propuso hallar al Igurey.

La circunstancia de jefe de la 3ª partida me obliga a decir a V. E., que, segun la real instruccion de 6 de junio, no puedo demarcar el rio Igatimi, como se me manda, sino en el caso de no hallar el rio Igurey que en mi juicio existe: y en cuanto al Ipane, tampoco puedo admitirlo en ningun caso. Para que V. E. se entere de mi razon, y de que le han informado mal los que han contribuido a que V. E. me ordenase demarcar el Ipane, ha de saber V. E. que, cuando se propuso a S. M. la subrogation de los rios Igatimi e Ipane en lugar de los Igurey y Corrientes, se creia que los Portugueses poseian el Igatimi, y no era asi; y se ignoraba que teniamos dos pueblos al norte del Ipane, de quienes se tuvo despues noticia: y, viendo que quedaban por los Portugueses si se cumplia dicha real instruccion, dirigiendo la linea por el Ipane, se hizo nueva consulta al Rey sobre esto y unos yerbales de Misiones, a que S. M. contesto con la orden citada de 7 de abril de 1782, poniendo notas al tratado; y en la del articulo 8° dice, que "bien claro es que en el articulo 8° no se ceden los pueblos de españoles e indios (esto es Concepcion y Belen) que cita el brigadier Saa": que es lo mismo que decir que no puede ir la linea por el Ipane. Esta orden, que se me ha mandado observar, y esclarecer este y otros puntos, es la postrera sobre estas materias, y me persuado de que V. E. no la tuvo presente cuando me mando tomar por limite el Ipane, creyendo al parecer que dichos pueblos debian tenerse por cedidos a favor de la demarcacion.

En tanto los demarcadores portugueses —cuyo comisario de límites era el coronel Francisco João Rocio— valiéndose en la similitud de los nombres, sostuvieron que el Igurey era el río situado a 7 leguas al sur del salto de Guairá (el Carapá) que D'Anville en su mapa de 1748 llamó Iguarií, Cabrer Guarey, Arrowsmith Iguarey y que Azara denominó Garey.
Azara adujo que la real instrucción de 1778 asumía que el Igurey se hallaba al norte del salto del Guairá y por lo tanto no podría ser el Garey, ubicado al sur. Además, su contracorriente más próxima que desaguaba en el Paraguay era el río Jejuí Guazú, lo que dejaba en poder portugués los extensos yerbales en donde se hallaban San Pedro del Ycuamandiyú, Concepción, Belén y Tacuatí. Dedujo que el Igurey debía ser el río conocido como Iguarey, Yaguarey, Monici o Ivinhema, el cual debía haber sido mal transcripto en los tratados omitiendo una a, lo que probaba diciendo que Igurey no significa nada en guaraní. La contracorriente hacia el Paraguay de este río es el río Miranda, llamado Corrientes por los demarcadores de 1750, que salvaba perfectamente los establecimientos españoles.
El virrey ordenó a Azara levantar un mapa, el cual fue elevado a la corona, que aprobó las observaciones de Azara por la orden real de 6 de febrero de 1793, anulando la real instrucción del 6 de junio de 1778. La Corona española estuvo de acuerdo con Azara de que el espíritu del Tratado de San Ildefonso había sido tomar el primer río caudaloso por encima del salto del Guairá y no debajo de dicho salto. Los demarcadores portugueses se retiraron y el área nunca fue demarcada.

## Guerra de la Triple Alianza
Al producirse la independencia paraguaya en 1811, este país sostenía que el límite con Brasil corría por el Igurey, que consideraba era el Ivinhema. Por el Tratado Secreto de la Triple Alianza (1865) los países aliados acordaron:
Artículo XVI:

(...) El Imperio del Brasil quedará dividido de la República del Paraguay, en la parte del Paraná, por el primer río después del Salto de las Siete Caídas que, según el reciente mapa de Mouchez, es el Igurey, y desde la boca del Igurey y su curso superior hasta llegar a su nacimiento. En la parte de la ribera izquierda del Paraguay, por el Río Apa, desde su embocadura hasta su nacimiento. En el interior, desde la cumbre de la sierra de Mbaracayú, las vertientes del Este perteneciendo al Brasil y las del Oeste al Paraguay, y tirando líneas, tan rectas como se pueda, de dicha sierra al nacimiento del Apa y del Igurey.

Terminada la guerra el canciller brasileño José Maria da Silva Paranhos notificó al gobierno paraguayo el 8 de julio de 1855:

A existencia do Igurey não póde ser hoje contestada, como então o foi pelos demarcadores hespanhóes, que, fundados sómente nas duvidas que elles proprios. suscitárão, porque aquella linha passava pouco acima da cidade da Assumpção, hoje capital da Republica do Paraguay, pretenderão substituir ao verdadeiro Igurey o rio Iguatemy, e conseguinternente subrogar pela linha deste rio e do Ipané-guassú a verdadeira divisa assignalada pelo tratado (...) Os demarcadores portuguezes sustentárão sempre a linha do Igurey e Jejuy, ainda depois do accordo de 6 de Junho de 1778, que considerárão como condicional, baseado no falso presupposto da não existencia do rio Igurey (...) Os projectos de Azara e sua pertinacia conseguirão que nem tivesse execução fiel a estipulação do tratado de 1777, nem o accordo posterior; que a demarcação dos limites dos dous paizes ficasse suspensa, e sujeita ás vicissitudes e conflictos que o correr dos tempos devia ocasionar e occasionou. O primeiro pensamento de Azara , que aliás era o mais exagerado dos demarcadores hespanhóes, foi correr a linha divisoria pelo Iguatemy , cordilheira de Maracajú e rio Aquidavan, que em alguns mappas tem o nome de Guarambaré ou Aquidabanagui. Depois Azara concebeu um novo e mais arbitrario projecto, segundo o qual a linha do verdadeiro Igurey e do Ipané devia ser subrogada, para satisfazer ás conveniencias do seu paiz, por uma outra que fosse tirada do rio Ivinheima, que alguns chamão Monici ou Tres Barras, e que elle denominára Jaguary, rio que entra no Paraná muito acima; do Iguatemy.

Brasil impuso al Paraguay un tratado de límites, imponiendo sus opiniones en relación con el Igurey (Carapá) y Corrientes (Apa). Finalmente cedió un poco su pretensión, retrotrayéndola hasta el límite en el Salto del Guairá también llamado Salto de las Siete Caídas -límite septentrional de la navegación en el río Paraná- mediante el tratado del 9 de enero de 1872. El límite del Guayra y la baja cordillera de Maracayú-Iguatemi se ubica a solo unos 28 km al norte de la desembocadura del Carapá, concretamente tal pequeño retroceso de las pretensiones brasileñas obedeció a dos causas: más compensaciones económicas por parte de Paraguay incluyendo un control prácticamente absoluto sobre el estratégico Salto del Guayra -o de Kanindeyú- y el establecimiento de una frontera seca en las bajas y suaves lomadas de Iguatemi que dificultan una acción defensiva por parte de Paraguay.